# Федерация футбола Вьетнама
Федерация футбола Вьетнама (вьет. Liên Đoàn Bóng Đá Việt Nam) — вьетнамская национальная футбольная организация, член ФИФА и Азиатской конфедерации футбола. Ответственная за развитие футбола в стране и формирование национальных команд всех уровней, для представления страны на международных соревнованиях.

## История
Футбол во Вьетнаме появился в начале XX века, от французских колонистов на южном побережье и распространился дальше на север. Однако, на время войны развитие этого спорта приостановилось. Из-за разделения Вьетнама на Северный и Южный, чемпионаты в них проводились раздельно до 1975 года. В 1989 Вьетнамская футбольная ассоциация была переименована в Футбольную федерацию.
В 1960 в Северном Вьетнаме была основана футбольная Ассоциация. Ее первым президентом стал бывший футболист и глава железной дороги Ха Зянг Ан. В 1989 году, благодаря реформам Дой Мой, вьетнамский спорт возвратился на международные соревнования. В августе 1989 года в Ханое сформировали футбольную федерацию. Чинь Нгок Тьы (вьет. Trịnh Ngọc Chữ), занимавший пост министра Спорта, стал первым президентом федерации. В настоящее время президентом является Ле Хунг Зунг (вьет. Lê Hùng Dũng).